# Jakurinojabl
Jakurinojabl (en ruso: Хакуринохабль, en adigué: Хьэкурынэхьабл, Jekurynejabl) es un aúl en la república de Adiguesia, en Rusia centro administrativo del raión de Shovguénovski. Está situada a orillas del río Fars, 50 km al norte-nordeste de Maikop, la capital de la república. Tenía 3865 habitantes en 2021.
Es centro del municipio Jakurinojáblskoye, al que pertenecen asimismo Kírov y Japachov.

## Historia
Fue fundado en 1863. A principios del siglo XX era conocido como Jakurinovskoye. En 1922 el aul fue designado centro del ókrug de Fars, en el Óblast Autónomo Adigués (Circasiano). En 1924 es designado centro del raión Jakurinovskogo. En 1929 el raión pasa a denominarse Shovgenovskogo en el marco del rebautizado Óblast Autónomo Adigués. En 1956 pierde el estatus de cabeza de raión. En 1959 es rebautizado como Shovguénovski (Шовгеновский) y vuelve a ser centro de raión, estatus que vuelve a perder en 1963 y recupera en 1965. El 27 de marzo de 1996 la localidad fue rebautizada con su actual nombre.

## Demografía
Según el censo realizado en 2021, la población de Jakurinojabl era de 3865 habitantes, una evolución anual promedio de -0.40 en comparación a los 4038 habitantes del censo de 2010.
| Gráfica de evolución demográfica de Jakurinojabl entre 2002 y 2021 |
|                                                                    |
| Fuente: Servicio Estatal de Estadística de la Federación Rusa      |

### Nacionalidades
De los 3 828 habitantes con que contaba en 2002, el 91.8 % era de etnia adigué, el 6.3 % era de etnia rusa, el 0.3 % era de etnia armenia y el 0.2 % era de etnia ucraniana.

## Cultura y educación
En 1973 se fundó un museo a la figura de Jusen Andrújayev, Héroe de la Unión Soviética. Desde 2003, no hay instituciones educacionales por encima de la educación secundaria.

## Problemas ecológicos
El vertedero municipal de Jakurinojabl, abierto el año 2000, supone un gran riesgo ecológico por su cercanía al río Fars y a los campos agrícolas.

## Personalidades
- Jusen Andrújayev (1920-1941), poeta soviético adigué. Héroe de la Unión Soviética.
- Daud Ashjamaf (1897-1946), uno de los principales estudiosos de la cultura adigué.